# Friedrich Wilhelm Graeff
Friedrich Wilhelm Graeff (* 14. März 1803 in Köln; † 8. März 1885 in Wiesbaden) war ein deutscher Politiker und Oberbürgermeister der Stadt Köln.

## Leben
Graeff war 1848 bis 1851 kommissarischer Oberbürgermeister von Köln und Landgerichtspräsident.
1914 wurde in Köln-Neuehrenfeld die Graeffstraße nach ihm benannt.